# 531 Zerlina
Zerlina (asteroide 531) é um asteroide da cintura principal com um diâmetro de 15,19 quilómetros, a 2,2282411 UA. Possui uma excentricidade de 0,1998218 e um período orbital de 1 697,29 dias (4,65 anos).
Zerlina tem  uma inclinação de 34,0059º.
Esse asteroide foi descoberto em 12 de Abril de 1904 por Max Wolf.